# 中村勘太郎 (3代目)
三代目 中村 勘太郎（さんだいめ なかむら かんたろう、2011年〈平成23年〉2月22日 -）は、歌舞伎役者、俳優。屋号は中村屋。定紋は角切銀杏、替紋は丸に舞鶴。歌舞伎名跡「中村勘太郎」の当代。本名は、波野 七緒八（なみの なおや）。

## 人物
父方の祖父は十八代目中村勘三郎、父は六代目中村勘九郎、母は女優の前田愛、弟は二代目中村長三郎。父方の叔父は二代目中村七之助、母方の叔母は女優の前田亜季。父方の父方の曽祖父は人間国宝・十七代目中村勘三郎、父方の母方の曽祖父は人間国宝・七代目中村芝翫。父方の大伯母は劇団新派の看板女優・波乃久里子。2017年2月2日(木)、歌舞伎座にて父の前名の「中村勘太郎」を三代目として襲名した。幼いころの父同様にドキュメンタリー番組では弟とともに取り上げられることが多い。
中学1年生のとき母親の身長を超え、「161cmくらいです」とインタビューに答えている（2024年1月時点）。

## 略歴
- 2011年2月22日16時40分、二代目中村勘太郎(当時)・前田愛夫妻の第1子として男児（3900g）誕生[6][7]。
- 2011年4月23日、東京・浅草神社にて、初お宮参り[8][9]。
- 2012年5月28日、『平成中村座　五月大歌舞伎』千穐楽昼の部「神明恵和合取組　め組の喧嘩[10]」カーテンコールにて、祖父・18代目中村勘三郎に抱かれて舞台に初お目見得[2][11]。
- 2013年4月、歌舞伎座『歌舞伎座新開場　杮葺落四月大歌舞伎』第一部、十八世中村勘三郎に捧ぐと銘打たれた清元舞踊「お祭り」に、僅か2歳で波野七緒八の名にて全日程27日間を1日も欠かさず出演[12][13][14][15]。
- 2014年8月、歌舞伎座『八月納涼歌舞伎』第二部「たぬき」主演・10代目坂東三津五郎が演じる柏屋金兵衛の『倅梅吉』として、波野七緒八の名にて出演（※なお中村屋一門の自主公演では、この倅梅吉を「初御目見得」としている）[16][17]。
- 2015年4〜5月、十八世中村勘三郎を偲んで『平成中村座　陽春大歌舞伎』夜の部「妹背山婦女庭訓」にて、父・中村勘九郎が演じる豆腐買おむらの「娘お柳（おやな）」として、平成中村座に初お目見得及び初めて女方に挑戦[18][19]。
- 2016年3月、三代目中村勘太郎・二代目中村長三郎兄弟の初舞台を2017年2月開催と発表[1][20][21]。
- 2016年11月27日、東京・浅草寺にて「お練り」並びに「初舞台奉告法要」を実施[22][23][24][25]。
- 2017年2月、歌舞伎座『江戸歌舞伎三百九十年　猿若祭二月大歌舞伎』夜の部「門出二人桃太郎」にて「兄の桃太郎」として初舞台、三代目中村勘太郎を襲名した[26][27][28][29][30][31]。
- 2024年2月6日より、歌舞伎座の祖父・十八世中村勘三郎十三回忌追善を冠した『猿若二月大歌舞伎』に於いて、家の芸である「猿若江戸の初櫓」の初主演・猿若役を体調不良により休演していたが[32][33]、同月2月9日から4日ぶりに舞台復帰した[34]。
また、同月、初舞台より7年目にWEB版の「歌舞伎俳優名鑑」に三代目勘太郎のページが新設・一般開放された[35]。

## 出演（主に舞台）

### 主に歌舞伎の舞台
[1] 中村屋一門の自主公演は後述の別項目。 [2] 単発参加の舞踊会なども含む。
- 2013年04月 『お祭り』（※配役名なし，半纏の襟には[小若]）
- 2013年10月 『偲草鶴競猿若舞（しのぶぐさ つるくらべ さるわかまい）』（※十八世勘三郎一周忌メモリアル[36] [37] [38] [39]）
- 2014年08月 『たぬき』柏屋金兵衛倅梅吉
- 2015年4-5月 『妹背山婦女庭訓』豆腐買おむら娘お柳(おやな)
- 2016年05月 『玉兎』（※雀成会[40]）
- 2017年02月 『門出二人桃太郎』兄の桃太郎[41]
- 2017年08月 『玉兎』
- 2018年11月 『弥栄芝居賑』中村座若太夫勘太郎
- 2018年11月 『舞鶴五條橋』牛若丸[42]
- 2019年3月 『近江源氏先陣館　盛綱陣屋』盛綱一子小四郎高重[43][44]
- 2019年04月 『芝翫奴』（※雀成会[45]）
- 2019年08月 『伽羅先代萩』政岡一子千松
- 2020年01月 『鰯賣戀曳網』禿蜻蛉〈偶数日〉
- 2021年02月 『連獅子』狂言師左近後に仔獅子の精[46]
- 2021年5-6月 『夏祭浪花鑑』近所の子供仙吉〈声〉＋6月松本公演：捕手
- 2021年11月 『越後獅子』角兵衛獅子

## 出演（TVなど）
- にほんごであそぼ（NHK Eテレ，2014年度より歌舞伎コーナーに親子で不定期出演）
- 中村勘九郎親子のよくわかるSDGs〜地球世直し！未来を守る知恵〜（BS-TBS）
  - 第1弾，2021.1.1放送
  - 第2弾，2021.11.7放送[47]
  - 第3弾，2022.5.8(日)18:00-18:54放送[48]
  - 第4弾，2023.5.20(日)13:00-13:54放送[49][50]
  - 第5弾，2023.11.11(土)14:00-14:54放送[51][52]
  - 第6弾，2024.11.03(日) 11:00 - 11:54放送[53][54]
- 英雄たちの花道〜中村勘太郎　歴史の名場面をゆく〜[55][注 2]（BSフジ）
  - 第1弾「武田信玄・豊臣秀吉」初回：2022.7.17(日)[56][57]，再放送：2023.1.8(日) 18:00 - 19:55
  - 第2弾「毛利元就」初回：2023.5.14(日) 18:00 - 19:55[58]，再放送：同年12.17(日) 12:00 - 13:55
  - 第3弾「名将　伊達政宗」初回：2024.1.28(日) 18:00 - 19:55[59][60][61]，再放送：同年8.4(日) 12:00 - 13:57[62]
  - 第4弾「日本最強！薩摩藩 時空を巡る鹿児島旅」2024.11.24(日) 18:00 - 19:55[63][64][65]
- にっぽんの芸能
  - 『門出二人桃太郎』（NHK Eテレ，初回2017.4.7放送）
  - 『連獅子』（NHK Eテレ，初回2021.4.2放送[66]）
- 古典芸能への招待（NHK Eテレ，2021.3.28(日)放送[67]）
- とくダネ（フジテレビ）
- めざましテレビ（フジテレビ）
- 徹子の部屋（テレビ朝日）
  - 2017.2.8(水)放送，親子3人出演[68]
  - 2021.1.25(月)放送，親子3人出演[69] [70]
  - 2022.1.10(月)放送，兄弟2人のみ出演[71][72]
- 中村勘九郎 中村七之助 中村鶴松　華の新春KABUKI 2022（BSフジ，2022.1.1放送[73]）

### CM
- Sky株式会社「SKYMENU」商品CM「口上」篇（2023年7月31日 - [74]）☆テレビCM初出演